# Bregowine
También conocido como Breguivine, Breguwine o Bregwin fue Arzobispo de Canterbury durante la Edad Media.
Se ha dicho mucho de los orígenes de Bregowine, incluso que era un noble y sajón continental que se convirtió al cristianismo y que llegó a Canterbury movido por la reputación de Teodoro de Tarso. Otras historias dicen que le debían su elevación a Ethelberto II de Kent, pero todas estas historias se basan en escritos posteriores a la conquista normanda en Inglaterra. 
No existen registros de la época de Bregowine antes de ser arzobispo. Fue consagrado el 27 de septiembre de 761. La elección tuvo lugar en un breve período en que Kent era libre de la dominación de Mercia, entre 756 y 764, por lo que la historia que le debía su elección a Ethelberto II de Kent se ajusta a los plazos.
Escribió cartas a San Lulio de Maguncia que todavía se conservan. Murió en 764 y fue enterrado en un principio en Canterbury y en 1123 sus restos fueron trasladados al coro de la catedral románica.
Fue canonizado con el 26 de agosto como día festivo.
| Predecesor: Cuthbert de Canterbury | Arzobispo de Canterbury 759 – 764 | Sucesor: Jænberht |